# Symfonie nr. 3 (Tüür)
Erkki-Sven Tüür voltooide zijn Symfonie nr. 3 in 1997, tien jaar nadat hij Symfonie nr. 2 had opgeleverd. Zijn derde in het genre bestaat uit slechts twee delen Contextus I en Contextus 2. Deze titels verwijzen naar het begrip context dat de componist hier toepast. Er is geen melodie, maar wel een ritmisch motief dat steeds terugkeert. In deel 1 wordt dat een aantal keren onderbroken door een korte solo in de vibrafoon. In deel 2 komt dat instrument pas tegen het slot aan de orde. De componist gaf een toelichting waarbij sprak van een opbouw van een twaalftonenreeks, de muziek wisselt van tonaal naar atonaliteit en terug. Wat ontbreekt aan deze symfonie is het soms rockachtige slagwerk, dat de componist in andere symfonieën voorschreef. Het werk begint met een fusionachtig intro met licht slagwerk en lage strijkinstrumenten. Het slot wordt gevormd door vibrafoon tegenover pauken.
Arvo Volmer gaf de eerste uitvoering van dit werk met het Symfonieorkest van Estland op 4 april 1997 te Tallinn. Dennis Russell Davies nam het een jaar later op met het Radio-Symphonieorchester Wien voor ECM Records.      
Tüür schreef het werk voor “klein” symfonieorkest
- 2 dwarsfluiten, 2 hobo’s, 2 klarinetten, 2 fagotten
- 4 hoorns, 2 trompettem, 3 trombones, 1 tuba
- pauken, 3 man/vrouw percussie waaronder vibrafoon, 1 harp
- violen, altviolen, celli, contrabassen